# Constructions mécaniques Oerlikon

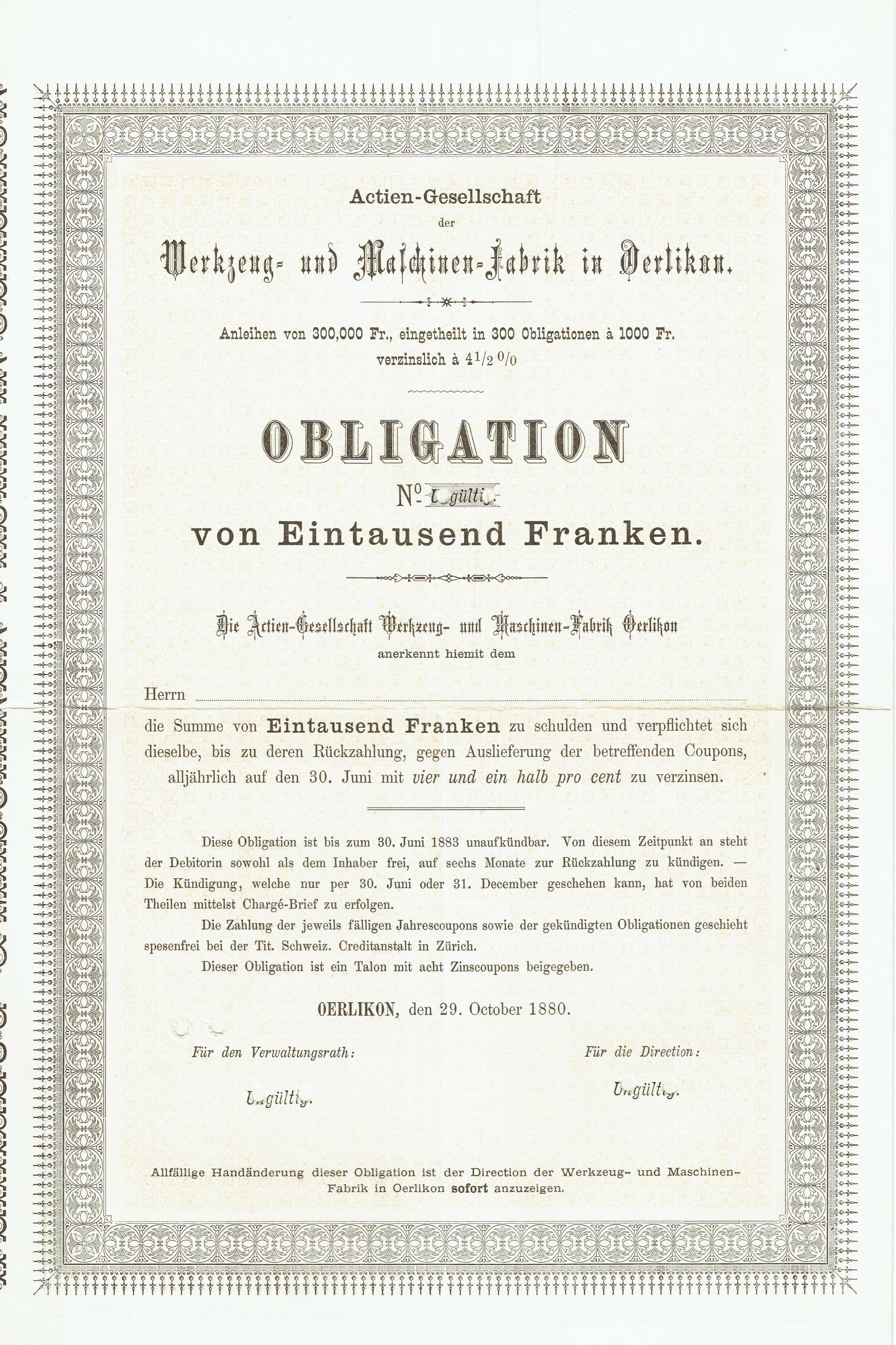
Obligation de la Werkzeug- und Maschinen-Fabrik Oerlikon en date du 29 octobre 1880.

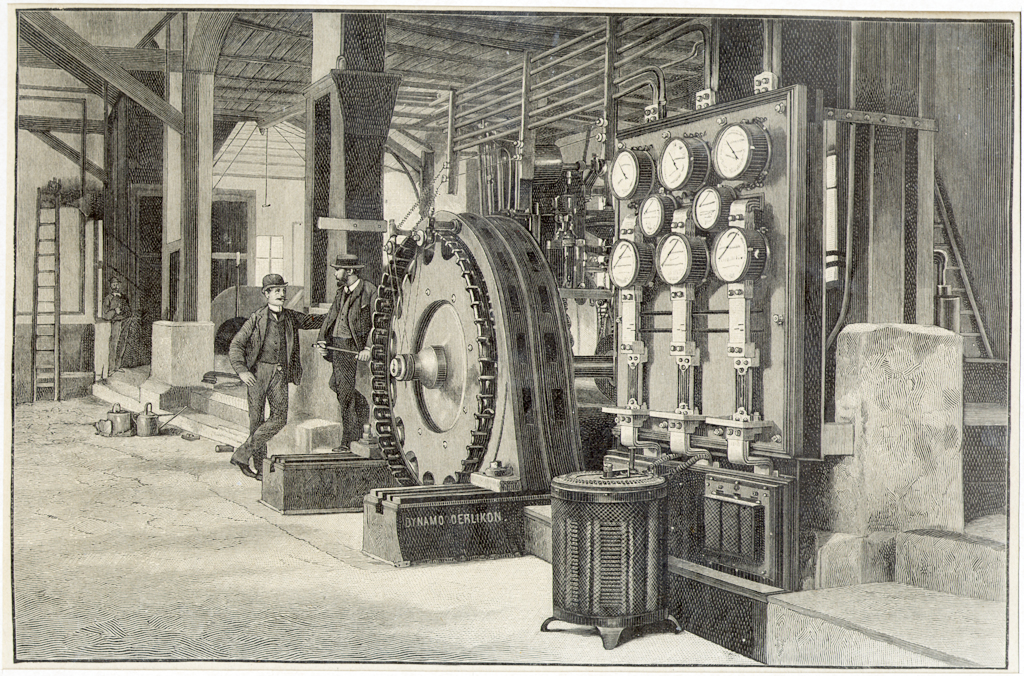
Générateur de la centrale électrique de Lauffen am Neckar, gravure sur bois contemporaine.

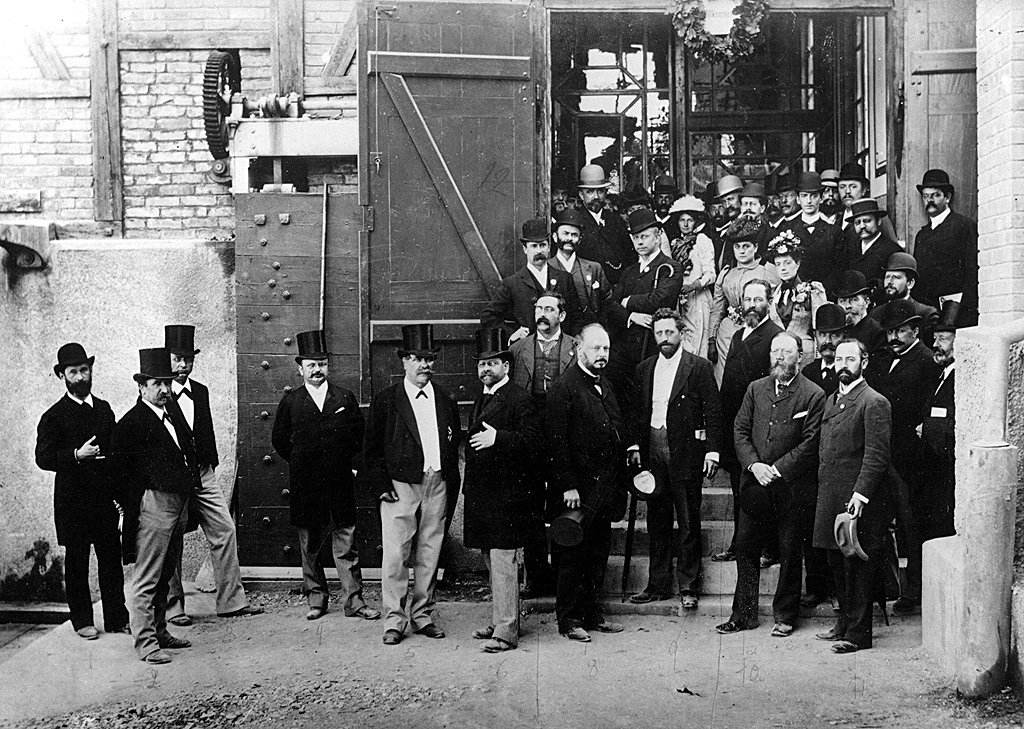
Le fondateur de l'entreprise et chef de l'usine de machines Oerlikon, Peter Emil Huber-Werdmüller, (2e Rangée, 4e en partant de la droite) visite, le 12 septembre 1891, avec d'autres célébrités la première centrale électrique triphasée à Lauffen am Neckar. Celle-ci avait été installée pour l'Exposition électrotechnique internationale de Francfort-sur-le-Main.

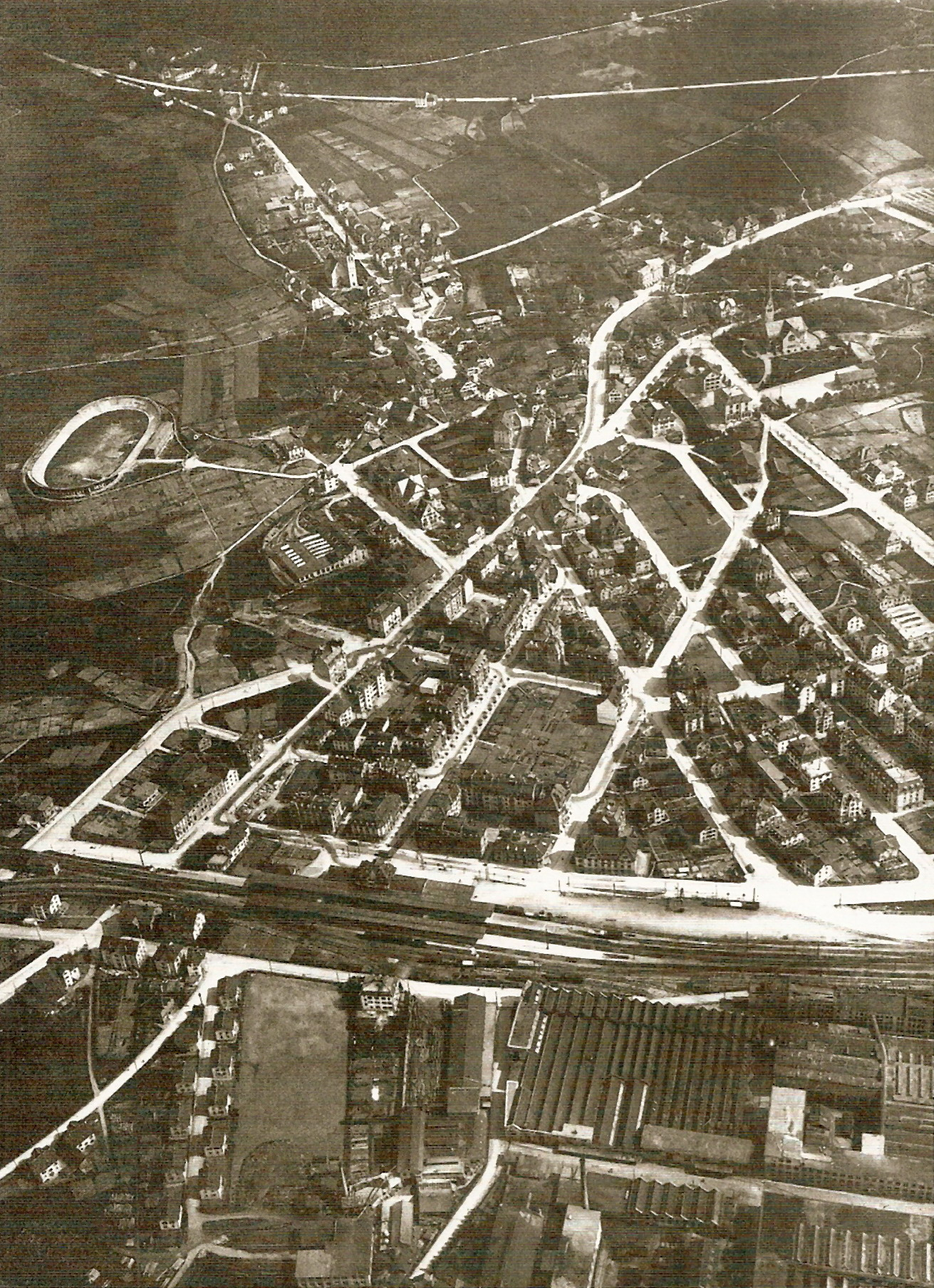
Zürich-Oerlikon sur une photographie aérienne de Walter Mittelholzer datent de 1920, dans la partie inférieure de l'image on voit la gare d'Oerlikon avec la zone MFO.

La Maschinenfabrik Oerlikon (MFO) était une entreprise suisse fondée en 1876 par Peter Emil Huber-Werdmüller sous le nom de Werkzeug- und Maschinenfabrik Oerlikon basée à Oerlikon. La MFO fabriquait principalement des outils, des machines, des turbines et des composants électriques de locomotives, dont celle des légendaire crocodiles des CFF. La société Oerlikon-Bührle, connue plus tard pour la construction de canons, a formé une société distincte en 1906. En 1967, la MFO a été rachetée par Brown, Boveri & Cie. (BBC), qui devint plus tard une partie d'ABB. La société ABB est encore basée à Zurich Oerlikon à ce jour.

## Historique de la société

### Fondation
Charles Brown a dirigé la création d'un département de génie électrique en 1884/85. Il a amené ses fils Charles Eugene Lancelot et Sidney William dans l'entreprise. Le nom Maschinenfabrik Oerlikon MFO a été adopté en 1886. Charles E. L. Brown et Walter Boveri ont travaillé chez MFO en tant qu’ingénieurs-électriciens et plus tard en tant que chef du département d'assemblage jusqu'à ce qu'ils fondent Brown, Boveri & Cie (BBC) à Baden en 1891.
En 1891, la MFO présente la première ligne à haute tension sur une distance de 175 kilomètres au salon de l'électricité de Francfort. Une centrale hydroélectrique spécialement installée à cet effet se trouvait à Lauffen am Neckar.
Fin octobre 1897, le tramway Zurich – Oerlikon – Seebach, construit par MFO, est mis en service.
De 1905 à 1909, la MFO a réalisé des expériences de renommée internationale sur le transport par train électrique à courant alternatif monophasé sur la ligne CFF Seebach – Wettingen . La tension de la ligne de contact était de 15 kV avec une fréquence initiale de 50 Hz, qui fut abaissée à 15 Hz le 11 Novembre 1905. Avant le changement de fréquence, les locomotives étaient équipées de convertisseurs rotatifs et de moteurs de traction à courant continu, après le changement, ils utilisaient de moteurs directs monophasés. Les tests ont eu lieu sous la direction d'Emile Huber-Stockar, alors directeur du MFO. Les questions techniques étaient tranchées par Hans Behn-Eschenburg, qui est devenu plus tard le directeur technique du MFO.
Pendant longtemps, MFO a été le plus gros employeur de la région de Zürich. Après la Première Guerre mondiale, les locomotives dites crocodiles y ont été construites,.
En 1906, la production de machines-outils et d' équipements de freinage ferroviaire a été sous-traitée à la nouvelle usine de machines-outils Oerlikon (SWO), qui fut plus tard connue sous le nom d'Oerlikon-Bührle. SWO a été repris par l'industriel allemand Emil Georg Bührle en 1937 et rebaptisée Fabrique de machine outils O & Co. Dans l'entre-deux-guerres, elle est devenue la première entreprise d'armement de Suisse. Par exemple les canons anti-aériens bien connus de 20 mm et 35 mm. MFO, d'autre part, a repris le département électrotechnique de la société Rieter en 1906.
En 1919, la société Oerlikon loue une usine à Ornans pour honorer un contrat d'électrification pour la Compagnie du chemin de fer de Paris à Orléans,. Le site est racheté en 1924. C'est sur ce site que seront développé les moteurs du VAL et des premiers TGV. Il sera repris par le groupe Alstom en 1984,
En 1967, la MFO est rachetée par Brown, Boveri & Cie., l'entreprise fondée par des ex-employés. Celle-ci avait entre-temps fusionné avec ASEA en 1988 pour former le groupe mondial ABB. En 1996, ABB et Daimler-Chrysler Rail Systems sont devenus ABB Daimler Benz Transportation. Après le retrait complet d'ABB, la société a été rebaptisée Daimler-Chrysler Rail Systems en 1999 et finalement vendue à Bombardier en 2001.
La mémoire de l'ancienne construction de locomotive du MFO est préservée par une locomotive commémorative d'un moteur de crocodile de 1920. Elle est exposée depuis le 15. Juin 2020 sur Birchstrasse sur le parvis du bâtiment PWC.

### Déménagement
Le parc MFO est désormais situé sur le site de l'ancienne usine de machines d'Oerlikon.
L'ancien bâtiment administratif MFO près de la gare d'Oerlikon, qui avait été réaffecté, fut déplacé de 60 mètres fin mai 2012 pour permettre l'extension de la ligne transversale Altstetten–Zürich HB–Oerlikon. C'est le plus grand bâtiment jamais déplacé en Europe,.
L'ensemble du déplacement du bâtiment a été suivi avec une grande attention par divers médias en Suisse et par un grand nombre de visiteurs. La chaîne Schweiz Aktuell a retransmis le déménagement du bâtiment en direct à la télévision dans le cadre de  plusieurs programmes spéciaux au cours des deux jours. Le restaurant Perron 9, qui se trouve dans le bâtiment, diffuse des films du déplacement.

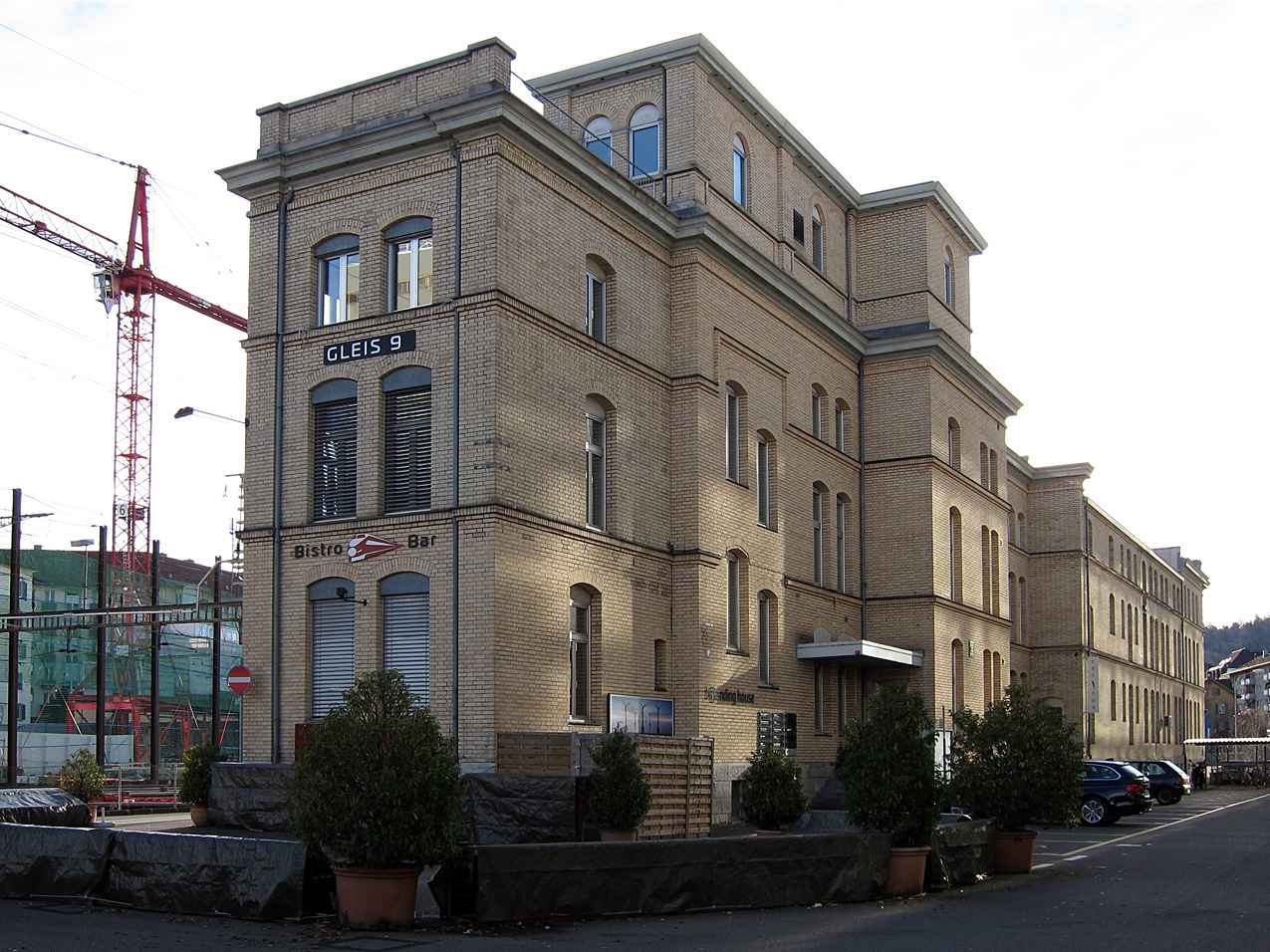
Ancien bâtiment administratif de la MFO près de la gare d'Oerlikon (aujourd'hui restaurant Perron 9 et Bistro Gleis 9).
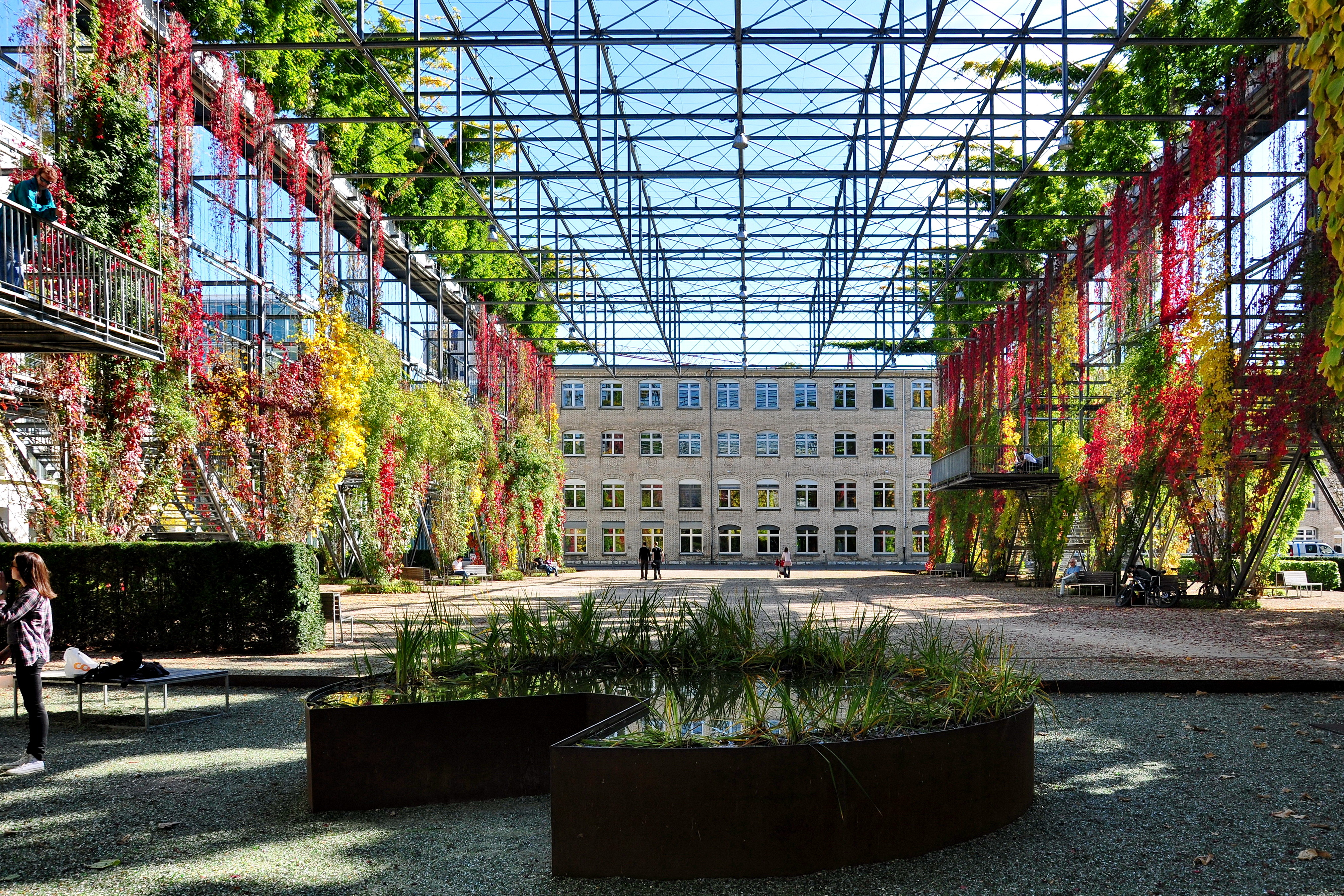
Vue du parc MFO.
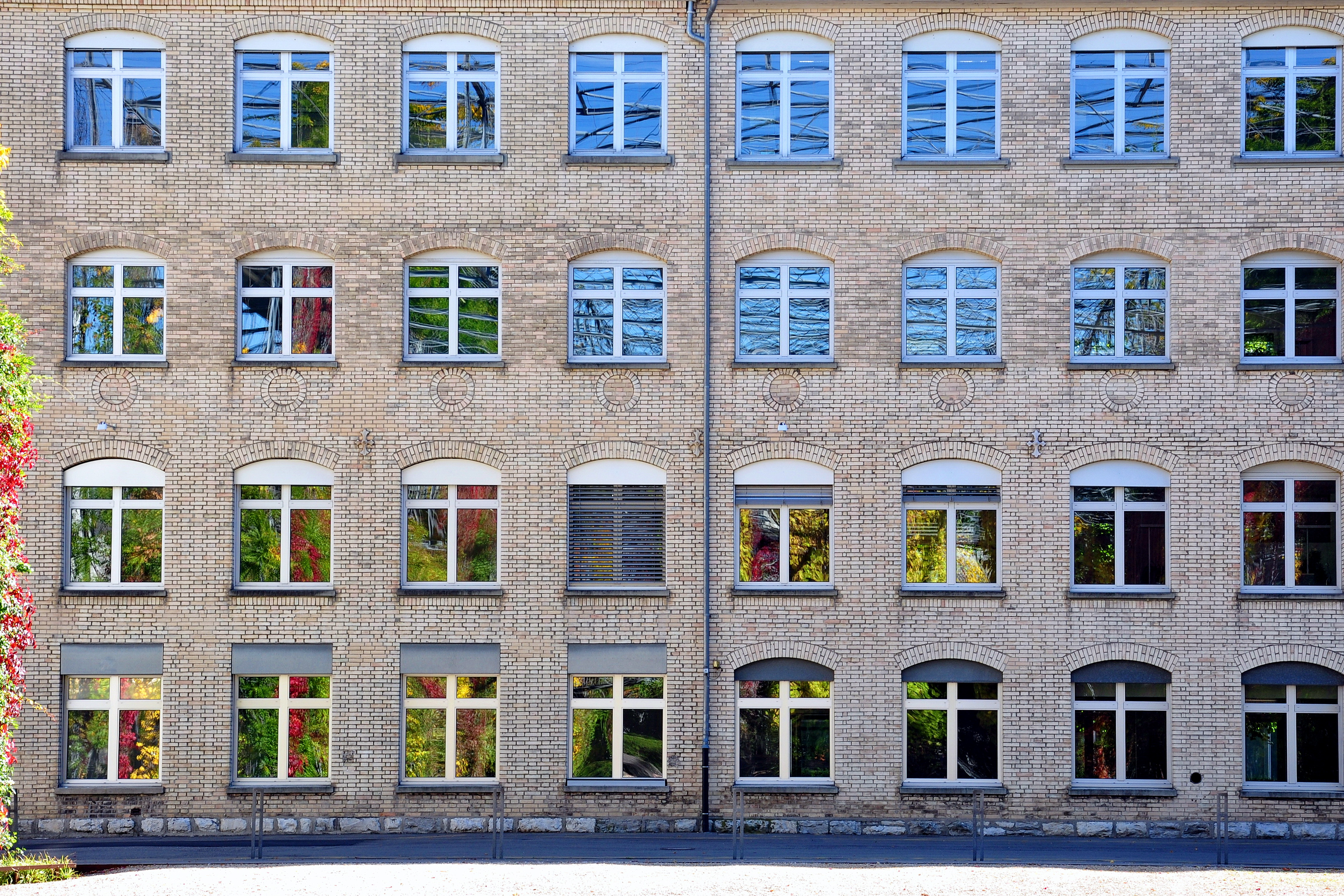
Façade du bâtiment MFO (2010).
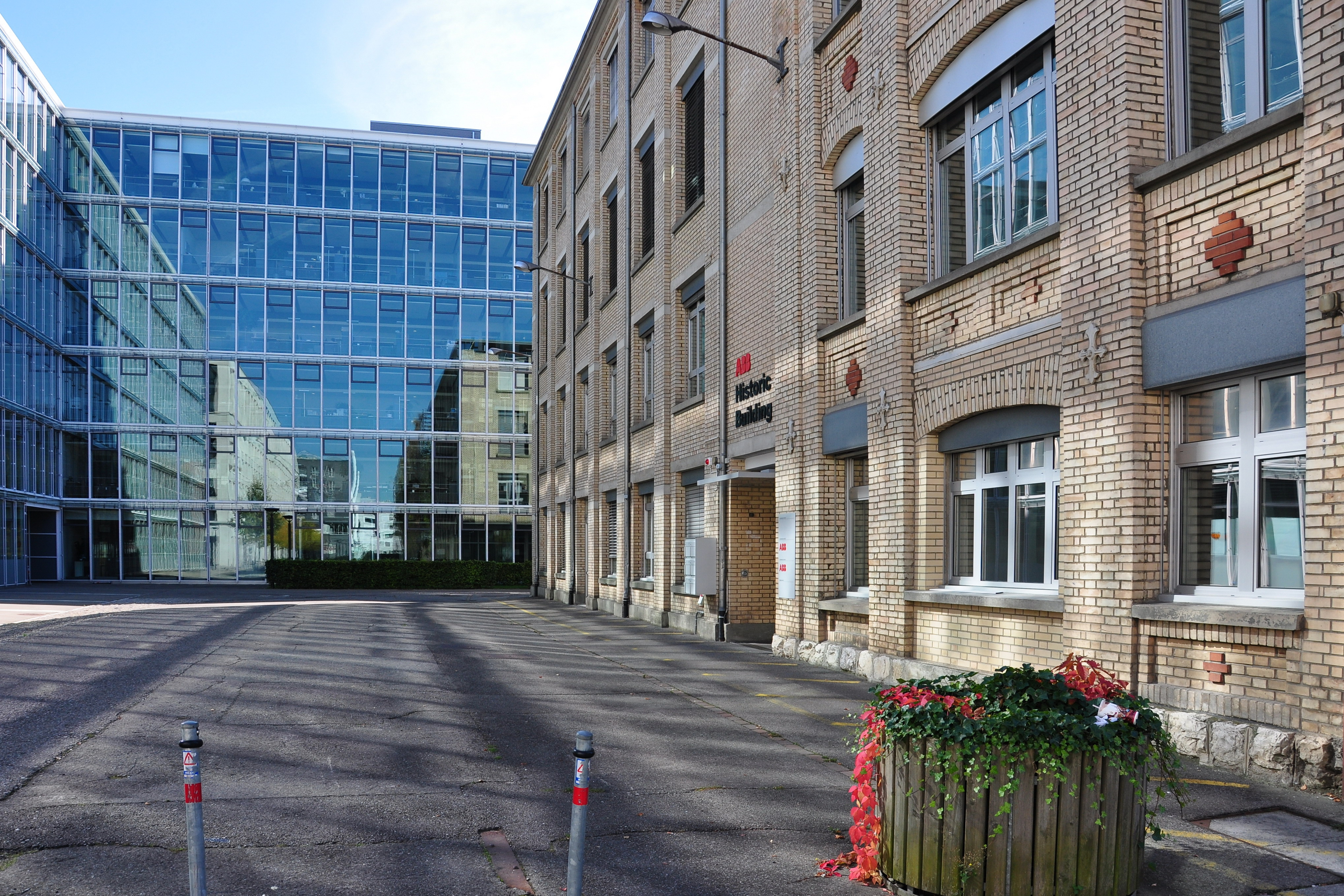
Bâtiments historiques et modernes dans le parc MFO.
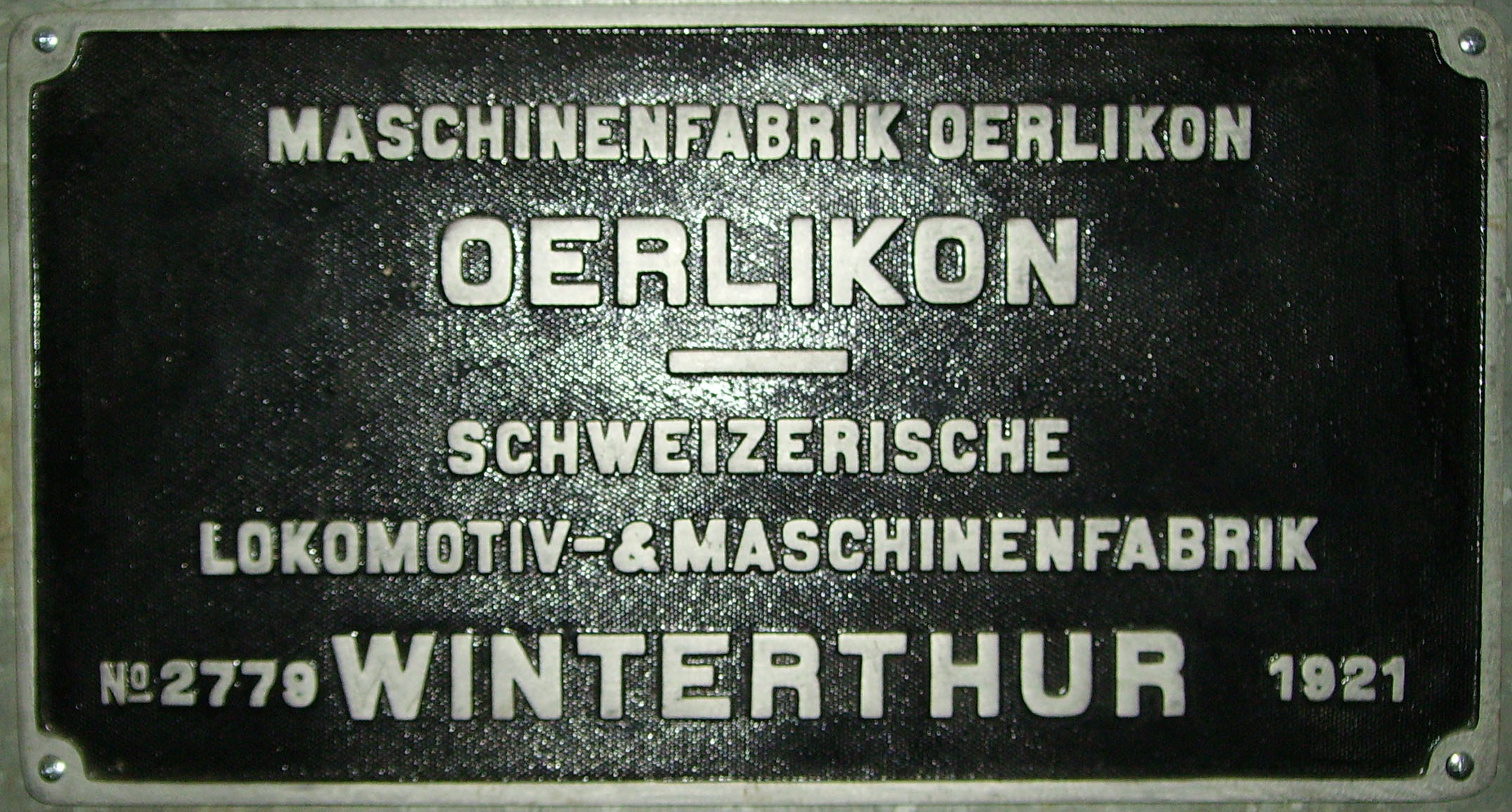
Plaque signalétique d'un tracteur MFO à accumulateur (1921).